# Luxoft
Luxoft ist ein ehemals russisches Softwareentwicklungs- und IT-Outsourcing-Unternehmen, das seit 2019 zum IT-Beratungs- und Dienstleistungsunternehmen DXC Technology gehört. Das Unternehmen war erst Entwicklungszentrum der russischen IT-Holding-Gesellschaft IBS und wurde als Unternehmen im April 2000 als Teil der IBS-Gruppe gegründet. Luxoft entwickelt und verkauft kundenspezifische Software für IT-Organisationen und Softwareanbieter.
Die Firma ist Dienstleister für Branchen wie Finanz- und Bankdienstleistungen, Reisen und Luftfahrt, Telekommunikation-, Energie-, Automobil- und Technologieindustrie an. Luxoft hat 17 Standorte und Lieferungszentren in Mittel- und Osteuropa, Nordamerika und Asien.

## Geschichte
Luxoft wurde ursprünglich im Jahre 1995 in Moskau als Entwicklungszentrum von IBS, einer russischen IT-Holding-Gesellschaft, gegründet. Im April 2000 wurde das Entwicklungszentrum in eine eigenständige Firma unter der Leitung von Dmitri Loschinin umgewandelt. Fünf Jahre war Luxoft laut eigenen Angaben führender Softwareentwickler und Exporteur von IT-Dienstleistungen in Russland.
Im Jahre 2000 eröffnete Luxoft sein erstes Büro in Montvale in den USA; 2001 folgte ein weiteres in Seattle und ein erstes Regionalbüro in Omsk, Russland. Im Jahre 2004 kamen Büros in London, England und Sankt Petersburg, Russland dazu. Im folgenden Jahr eröffnete die Firma zusätzliche Büros in Kiew und in Odessa, in der Ukraine. Damals bekam Luxoft den Status als Microsoft Gold Certified Partner. Im selben Jahr erwarb das Unternehmen die IT Consulting International in New York. 2007 wurde der neueste Standort in Dnipro in der Ukraine eröffnet. 2008 eröffnete man ein Büro in Ho-Chi-Minh-Stadt in Vietnam und erwarb das rumänische Unternehmen ITC Networks. 2010 gründete Luxoft ein Entwicklungszentrum in Krakau, Polen. Seit 2018 ist Luxoft in Italien (Turin) durch die Übernahme eines Standortes von Objective Software vertreten. Im Januar 2019 gab DXC Technology aus Tysons, Virginia die Übernahme der Luxoft Holding bekannt.